# 비교 역사 연구
비교 역사 연구(比較歷史硏究, comparative historical research)는 역사적 사건을 분석하여 다른 사건과 비교하거나, 이론을 형성하거나, 현재를 참조하여 특정한 시간과 공간을 넘어서 타당한 설명을 형성하는 사회과학의 방법이다. 비교사적 방법(比較史的方法), 비교 역사 방법 등으로 불린다. 

## 같이 보기
- 비교사회학
- 역사사회학